# Claude Lacroix
Claude Lacroix (geboren 1944; gestorben am 2. März 2021) war ein französischer Comiczeichner und Szenarist. Er zeichnete auch unter dem Pseudonym Tartempion.
Er veröffentlichte erste humoristische Zeichnungen ab 1964 in französischen Magazinen wie Elle oder Hara-kiri. Als Comiczeichner und Szenarist wirkte er erst an Comics für Kinder und Jugendliche mit. Er zeichnete die Weltraum-Fantasy-Serie Yann le migrateur sechs Alben lang für den französischen Markt, die Texte dazu lieferte Robert Génin. Ein großer Erfolg wurde die humoristische Comicserie L´homme au chapeau mou (deutsch: Der Mann mit dem weichen Hut). In Deutschland erschienen die skurrilen Episoden in den Magazinen Pilot und U-Comix.
Auch als Texter war Lacroix aktiv: Für den Zeichner François Bourgeon schuf er die Szenarios für die Serie Le Cycle de Cyann (dt.: Cyann – Tochter der Sterne).

## Alben
- Der Mann mit dem weichen Hut (2 Alben, Volksverlag, 1983–1984)
- Cyann – Tochter der Sterne (4 Alben, Carlsen Verlag, 1994–2007)